# Severance (ТВ серија)
Severance је америчка телевизијска серија коју је створио Ден Ериксон за Apple TV+. Радња прати запослене у биотехнолошкој корпорацији Lumon Industries, који су жртве брисања памћења. Сваког дана, пре почетка радног времена, њима је обрисано памћење, а потом поново након посла.
Серија је добила позитивне рецензије критичара, који су посебно похвалили фотографију, режију, продукцију, музику, причу и глумачку поставу. Била је номинована за 14 награда Еми за програм у ударном термину. У марту 2025. наручена је трећа сезона серије.

## Радња
Серија прати Марка, лидера групе радника запослених у фиктивној биотехнолошкој корпорацији Lumon Industries. Оно што је специфично за запослене у овој фирми јесте то да су они сви жртве биотехнолошког процеса брисања успомена на своју прошлост — а да то ни не знају. Сваког дана када долазе на посао, они ураде чек-ин — и у лифту ка канцеларији деси се промена. Тада њихови приватни животи не постоје, нити било каква сећања на исти. Када се чек-аутују,  деси се обрнуто — оно што се десило на послу тог дана, они не памте. Овај експеримент у балансу пословног и приватног прети да буде разоткривен када Марк постане кључна фигура у разрешавању мистерије онога што се заправо дешава у канцеларијама ове корпорације.

## Улоге
| Глумац          | Улога            |
| --------------- | ---------------- |
| Адам Скот       | Марк Скаут       |
| Зак Чери        | Дилан Џорџ       |
| Брит Лауер      | Хели Ригс        |
| Трамел Тилман   | Сет Милчик       |
| Џен Талок       | Девон Скаут Хејл |
| Дичен Лахман    | Џема Скаут       |
| Мајкл Чернус    | Рикен Хејл       |
| Џон Туртуро     | Ирвинг Бајлиф    |
| Кристофер Вокен | Берт Гудман      |
| Патриша Аркет   | Хармони Кобел    |
| Сара Бок        | Јустис Хуанг     |

## Епизоде
| Сезона | Сезона | Епизоде | Епизоде | Оригинална објава | Оригинална објава |
| Сезона | Сезона | Епизоде | Епизоде | Премијера         | Финале            |
| ------ | ------ | ------- | ------- | ----------------- | ----------------- |
|        | 1.     | 9       | 9       | 18. фебруар 2022. | 8. април 2022.    |
|        | 2.     | 10      | 10      | 17. јануар 2025.  | 21. март 2025.    |